# Theodore Judah

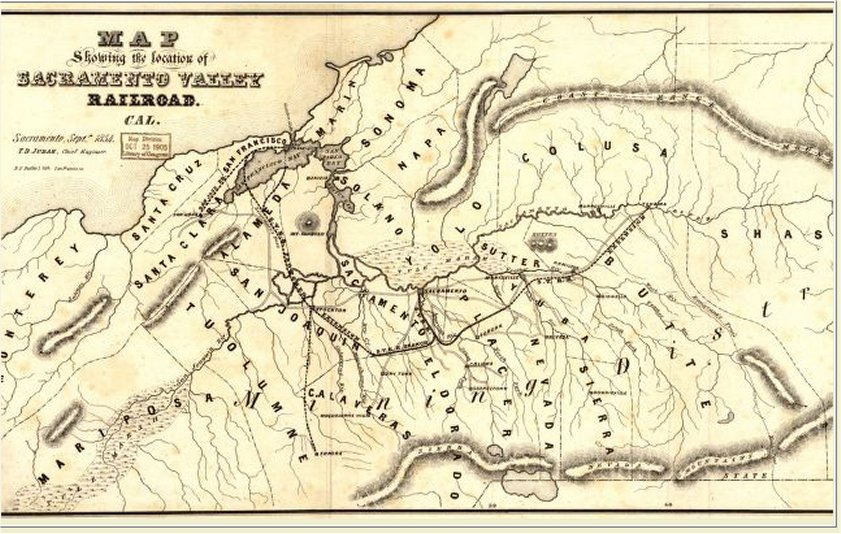
Boceto del Ferrocarril Sacramento Valley según lo previsto por su ingeniero, Theodore Judah

Theodore Dehone Judah (4 de marzo de 1826 - 2 de noviembre de 1863) fue un ingeniero civil y ferroviario estadounidense, considerado la figura central en la promoción, el establecimiento y el diseño originales del primer ferrocarril transcontinental de Estados Unidos. Encontró inversores para lo que se convirtió en el Ferrocarril del Pacífico Central (CPRR). Como ingeniero jefe, realizó gran parte del trabajo de prospección con el fin de determinar la mejor ruta para el paso del ferrocarril a través de las montañas de Sierra Nevada. 

## Primeros años y educación
Theodore Judah nació en 1826 en Bridgeport, Connecticut, hijo de Mary (Reece) y del reverendo Henry Raymond Judah, un clérigo episcopaliano. Después de que su familia se mudó a Troy, Nueva York, Judah estudió ingeniería en el Instituto Politécnico Rensselaer. 
A los 21 años, se casó el 10 de mayo de 1847 con Anne Pierce. La suya fue la primera boda en la entonces nueva Iglesia Episcopaliana de St. James de Greenfield, Massachusetts. 

## Carrera
Después de trabajar en varios ferrocarriles en el noreste, Judah fue contratado en 1854 como ingeniero jefe del Ferrocarril del Valle de Sacramento en California. Fue el primer ferrocarril construido al oeste del río Misisipi. A lo largo de la década de 1850, Judah fue conocido como "Crazy Judah" (el "loco Judah") por su idea de construir un ferrocarril a través de la Sierra Nevada, un proyecto que muchas personas en ese momento consideraban imposible. 

### CPRR
Como ingeniero jefe del Ferrocarril del Pacífico Central (CPRR), Judah examinó la ruta a través de la Sierra Nevada a lo largo de la que se construiría el ferrocarril durante la década de 1860. Al no encontrar fondos para el proyecto en San Francisco, logró interesar en su idea a cuatro comerciantes de Sacramento, conocidos como los "Cuatro Grandes": Leland Stanford, Collis P. Huntington, Mark Hopkins y Charles Crocker, que se encargaron de la gestión financiera y de la construcción del Ferrocarril Central del Pacífico.

## Muerte
Judah murió de fiebre amarilla el 2 de noviembre de 1863. Contrajo la enfermedad en Panamá, en un viaje con su esposa a la ciudad de Nueva York, aparentemente infectado durante su paso por el Istmo de Panamá. Viajaba a Nueva York para buscar financiación alternativa para comprar el Ferrocarril Central del Pacífico a los "Cuatro Grandes". Anna llevó su cuerpo de regreso a Greenfield, Massachusetts, donde fue enterrado en la parcela de la familia Pierce, en el Cementerio de Federal Street. 

## Reconocimientos y honores
- El CPRR nombró a una de sus locomotoras de vapor (la CP No. 4) en su honor. Judah se cruzó con la locomotora de 19 toneladas que llevaba su nombre mientras se dirigía a Nueva York.
- Mount Judah, un pico de 2513 m en el condado de Placer, California, ubicado adyacente al Pico Donner  y al Monte Lincoln en el Bosque Nacional Tahoe de la Sierra Nevada, fue denominado oficialmente Judah el 18 de octubre de 1940 por la Junta de Nombres Geográficos de EE. UU.[2][3][4] Pasando a través de la montaña, unos 300 m por debajo de la cumbre, se encuentra el túnel UPRR Sierra Grade # 41 (también conocido como "The Big Hole") de 3146 m de largo, que se abrió en 1925 y transporta trenes de carga del Unión Pacific y de pasajeros de la Amtrak en ambas direcciones, entre Soda Springs y Eder. Esta ruta sustituyó al itinerario original del "Túnel de la Cumbre" (ahora abandonado) de 1868 (# 6) proyectado por Judah, que se encuentra 1600 m al norte, y que había permanecido en servicio hasta 1993.[5]
- La calle Judah en San Francisco y su línea de tranvía N-Judah Muni llevan su nombre.
- Se han erigido placas conmemorativas en su honor en Folsom y Sacramento, California
- Las escuelas primarias en Sacramento y Folsom llevan el nombre de Judah.[6][7]

A los pocos días de la muerte de Judah, la primera locomotora de la RCP,  la Gobernador Stanford, realizó una prueba de funcionamiento sobre los primeros 500 pies de vía del nuevo ferrocarril.